# Camino Tassajara, California
Camino Tassajara, California (енгл. Camino Tassajara) насељено је место без административног статуса у америчкој савезној држави Калифорнија.

## Демографија
По попису из 2010. године број становника је 2.197.
| Група             | 2000.    | 2010.         |
| Белци             | 0 (0,0%) | 791 (36,0%)   |
| Афроамериканци    | 0 (0,0%) | 53 (2,4%)     |
| Азијати           | 0 (0,0%) | 1.117 (50,8%) |
| Хиспаноамериканци | 0 (0,0%) | 138 (6,3%)    |
| Укупно            | 0        | 2.197         |